# Greenfield (Californie)
Pour les articles homonymes, voir Greenfield.
Greenfield, anciennement Clarke Colony, est une ville du comté de Monterey en Californie, aux États-Unis.

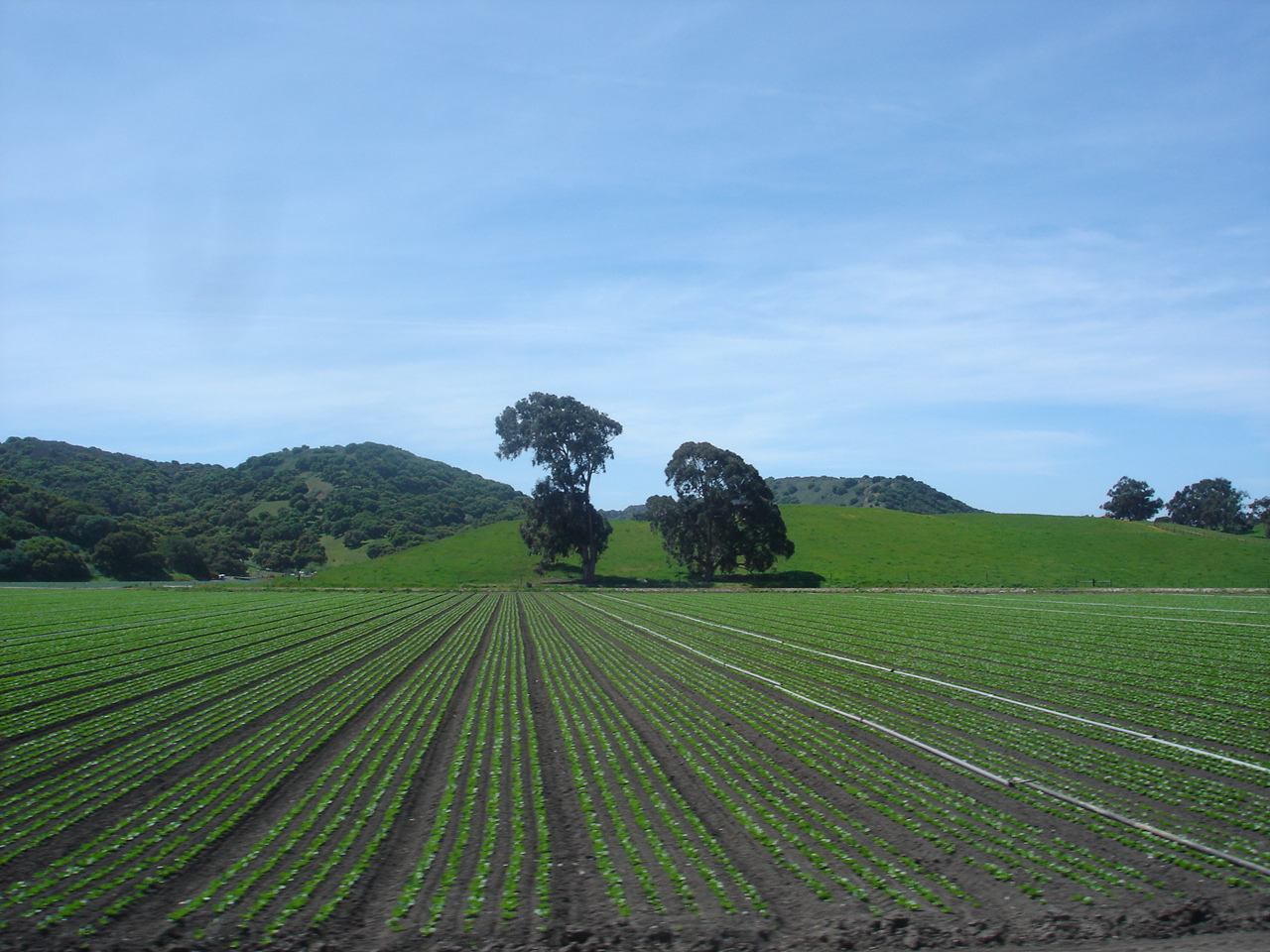
Vallée de Salinas, sur River Road près de Marina.

## Démographie
| Groupe                           | Greenfield | Californie | États-Unis |
| -------------------------------- | ---------- | ---------- | ---------- |
| Blancs                           | 62,9       | 57,6       | 72,4       |
| Autres                           | 28,0       | 17,4       | 6,4        |
| Métis                            | 4,7        | 4,9        | 2,9        |
| Afro-Américains                  | 1,8        | 6,2        | 12,6       |
| Amérindiens                      | 1,6        | 1,0        | 0,9        |
| Asiatiques                       | 1,1        | 13,1       | 4,8        |
| Total                            | 100        | 100        | 100        |
|                                  |            |            |            |
| Hispaniques et Latino-Américains | 56,7       | 37,6       | 16,7       |

| 1950  | 1960  | 1970  | 1980  | 1990  | 2000   |
| ----- | ----- | ----- | ----- | ----- | ------ |
| 1 309 | 1 680 | 2 608 | 4 181 | 7 464 | 12 583 |

| 2010   | - | - | - | - | - |
| ------ | - | - | - | - | - |
| 16 330 | - | - | - | - | - |